# Marie-Jonas-Platz

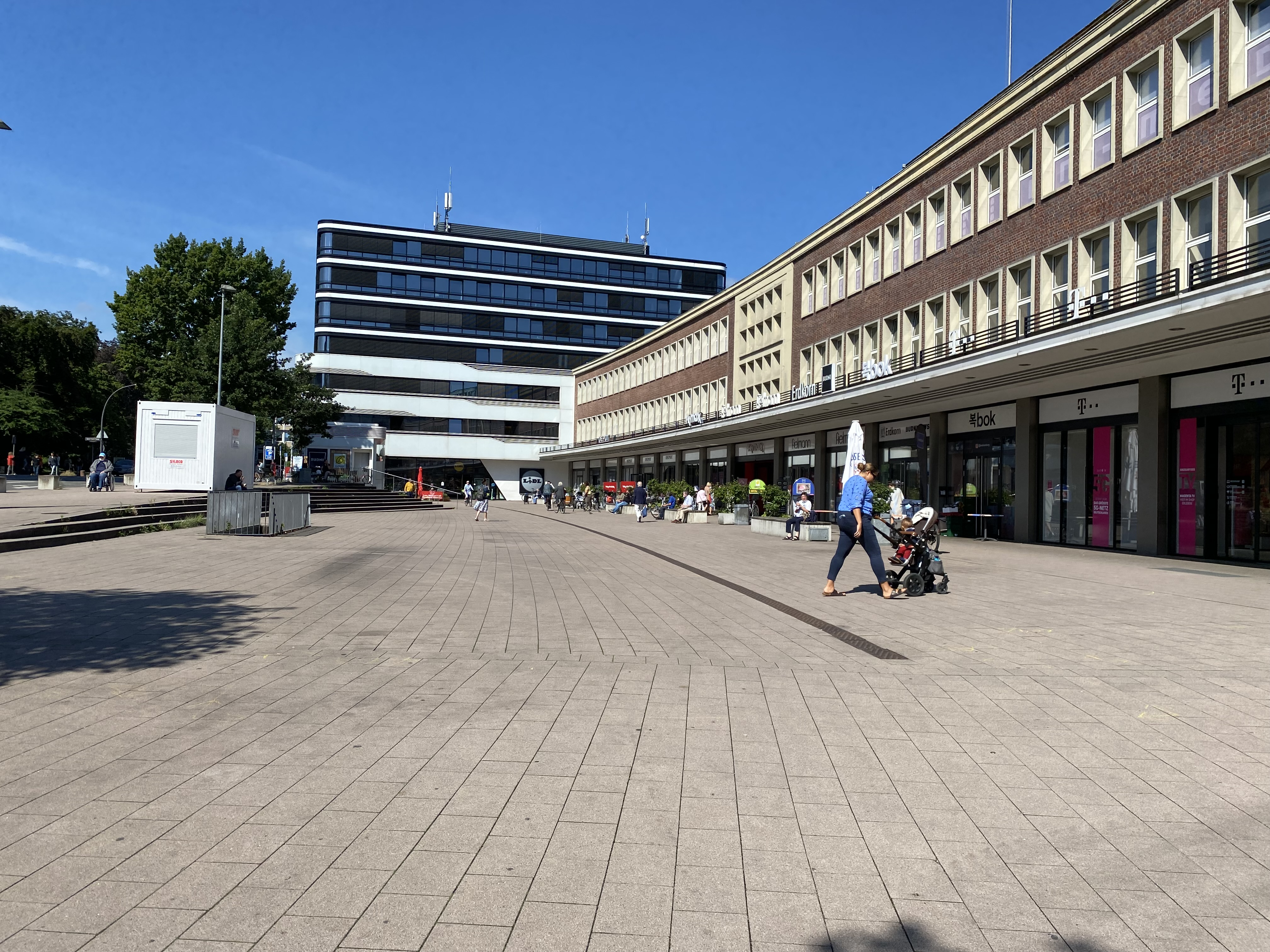
Marie-Jonas-Platz

Der Marie-Jonas-Platz ist ein öffentlicher Platz im Stadtteil Eppendorf der Freien und Hansestadt Hamburg. Die Fläche wird von der Eppendorfer Landstraße und der Kümmellstraße sowie durch das ehemalige Karstadt-Gebäude und ein Gebäude des Bezirksamtes Nord begrenzt.
Das Gelände diente der naheliegendenden St.-Johannis-Gemeinde bis 1900 als zweiter Gemeindefriedhof. Um 1950 wurde der Friedhof aufgelassen. Es diente ab den 1950er Jahren den Kunden des Warenhauses Karstadt bis zu dessen Schließung im Mai 2007 als Parkplatz. 2008 wurde es zu einer vielfältig nutzbaren Stadtfläche umgebaut.

## Widmung

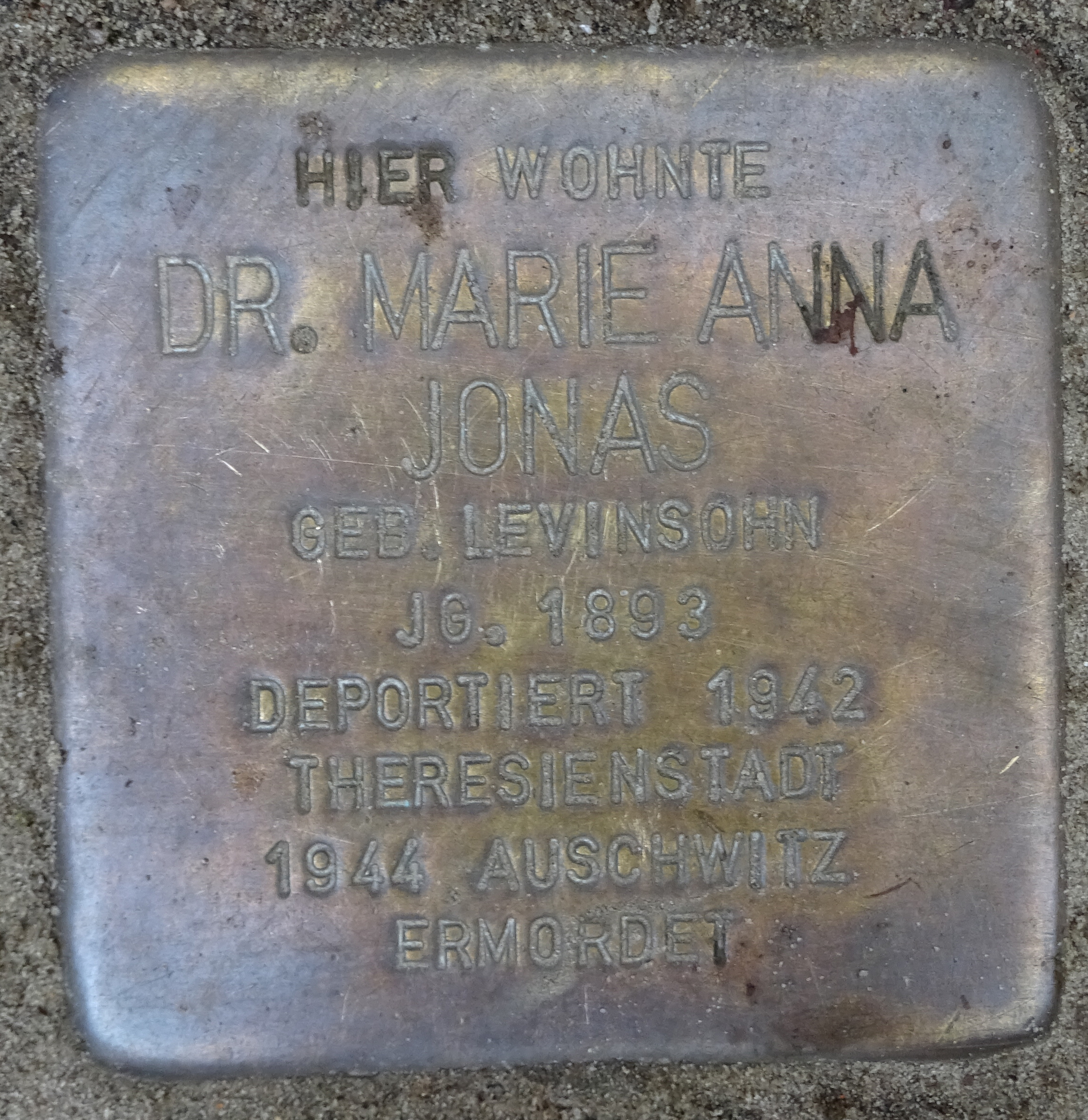
Stolperstein für Marie Jonas

Die Fläche wurde 2009 nach der Ärztin Marie-Anna Jonas benannt. Marie Jonas entstammte einer jüdischen Familie. Gemeinsam mit ihrem Ehemann und ihrer Tochter lebte sie in der Nähe des Platzes, im Woldsenweg. Am 19. Juli 1942 wurde Marie Jonas nach Theresienstadt deportiert. Von dort aus gelangte sie nach Auschwitz, wo sie 1944 ermordet wurde.

## Nutzung
Auf dem Marie-Jonas-Platz finden Veranstaltungen unterschiedlicher Art statt. Die Fläche dient als Ort für einen Wochenmarkt. Während des jährlich stattfindenden Eppendorfer Landstraßenfestes wird der Platz als Jahrmarktfläche genutzt. Auch der Eppendorfer Weihnachtsmarkt wird auf dem Marie-Jonas-Platz durchgeführt.